# Escut d'Avinyonet del Penedès

Escut oficial d'Avinyonet del Penedès

L'escut oficial d'Avinyonet del Penedès té el següent blasonament:
Escut caironat quarterat: 1r i 4t d'argent; 2n i 3r de gules; ressaltant sobre la partició 2 claus passades en sautor amb les dents a dalt i mirant cap enfora, la d'or en banda per damunt de la d'argent en barra. Per timbre, una corona de poble.

## Història
Va ser aprovat l'11 d'abril del 2003 i publicat al DOGC el 9 de maig del mateix any amb el número 3380.
Les claus són l'atribut de sant Pere, patró del poble.